# Iglesia de Santiago (Sigüenza)

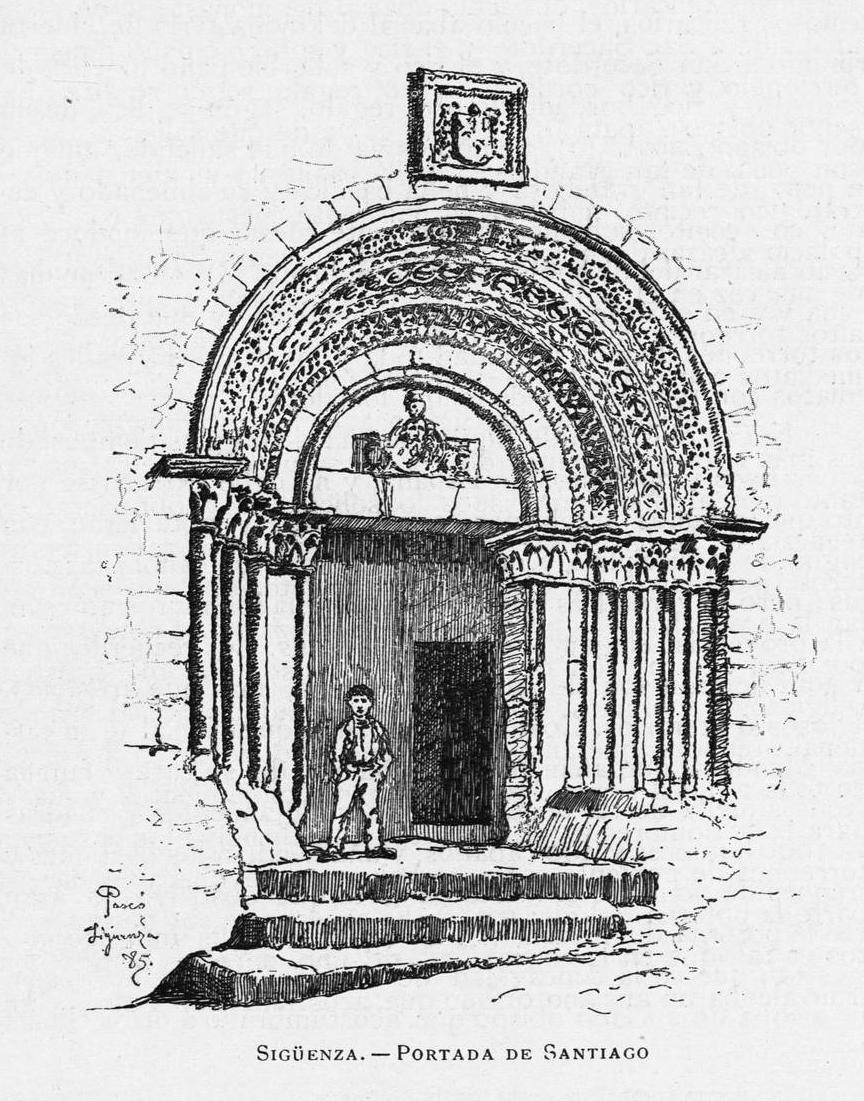
Iglesia de Santiago(1885)

La iglesia de Santiago es una iglesia románica de finales del s. XII, y principios del s. XII que se levanta en medio del centro histórico de Sigüenza XVI, en la Calle Mayor.  La fachada recuerda a un templo romano. Sirvió como iglesia parroquial. La iglesia fue erigida por el obispo Don Cerebruno (1156-1167). Consta de una sola nave. Sufrió daños durante la guerra civil española y comenzó su restauración en el año 2007. La iglesia estuvo una vez unida a un monasterio orden de las clarisas, abandonado en la década de 1940. El portal de entrada tiene un busto del apóstol Santiago, y huellas del escudo de armas del obispo Fadrique de Portugal del siglo XVI.

### Historia
La reconquista y repoblación de la provincia de Guadalajara se llevó a cabo desde las últimas décadas del siglo XI hasta finales del siglo XIII. Paralelamente se fueron edificando en ciudades, villas y pueblos iglesias parroquiales conventuales en las que podemos apreciar la evolución del estilo románico y las primeras manifestaciones del nuevo estilo gótico. Estilos que igualmente conviven en la catedral de Sigüenza y en sus dos parroquias medievales como son San Vicente y la Iglesia de Santiago.
La catedral seguntina fue un proyecto del primer obispo de la ciudad tras su reconquista en 1124 Don Bernardo de Agén.  Pero sus obras se iniciaron durante la prelacía de su sobrino y sucesor en la sede Don Pedro de Leucata, a mediados del siglo XII al mismo tiempo que se comenzaban las murallas románicas de la ciudad con un claro sentido repoblador.
A finales del siglo XII y en las primeras décadas del siglo XIII, siendo obispo de la ciudad Sigüenza D. Rodrigo y Alfonso VIII el rey de Castilla, un nuevo taller catedralicio alzó las tres portadas de su fachada occidental, ejemplo para unos del estilo tardorrománico (variedad planimétrica, primeras bóvedas de crucería, Cimborrios y torres campanarios destacadas, atrios porticados y desarrollo del románico en ladrillo) o del protogótico para otros.
A semejanza de estas, se elevaron las portadas de las nuevas iglesias de San Vicente y Santiago, que vieron ampliarse sus fábricas en el mismo momento en que se construían las 90 casas de la Travesaña Baja, para acoger a una población en continuo crecimiento gracias al paso de la mesta por la ciudad, población en su mayoría de comerciantes y artesanos judíos y mudéjares.

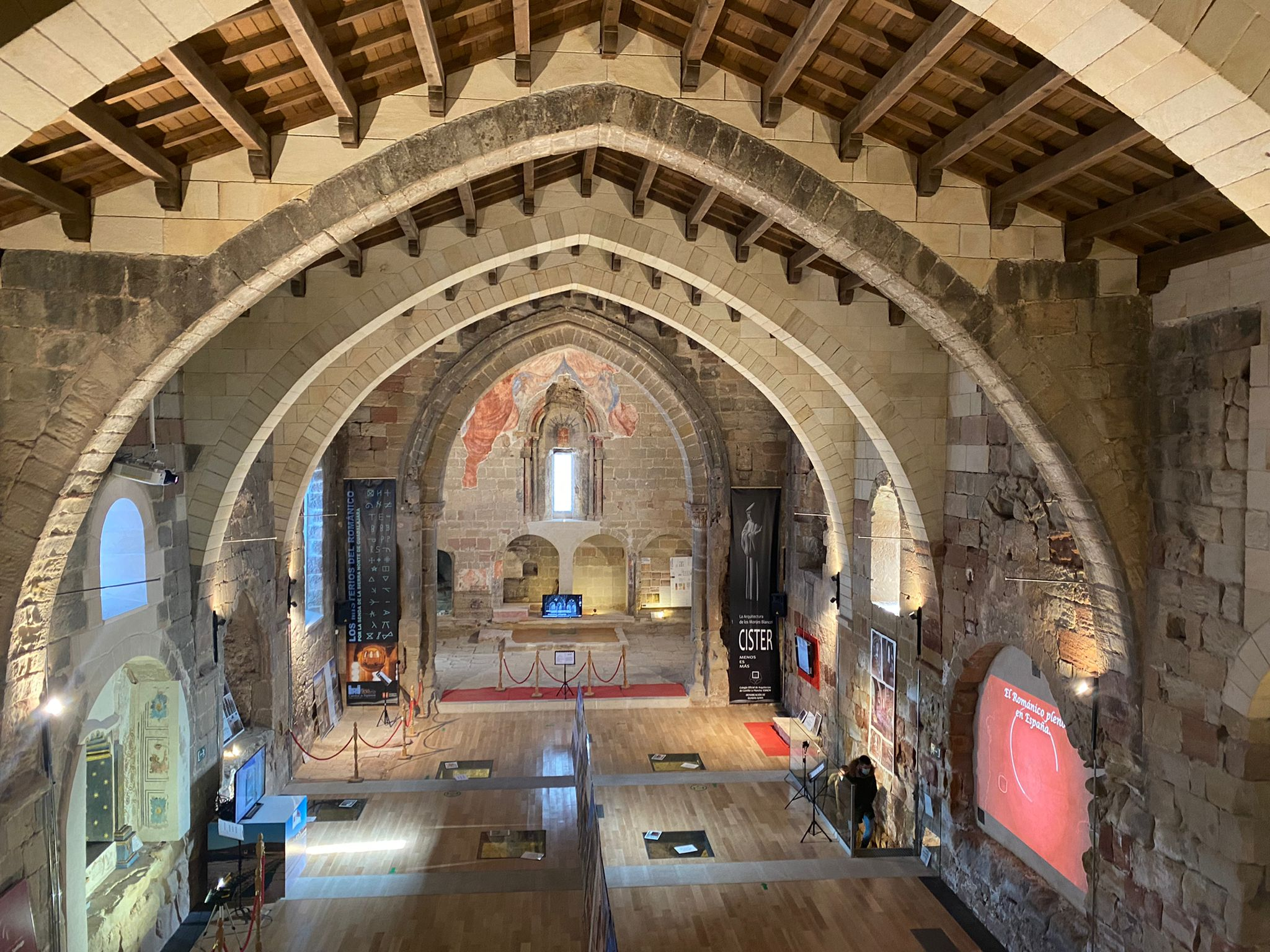
Iglesia Santiago Sigüenza

Durante la mayor parte de la Baja Edad Media, en la amplia nave de la parroquia de Santiago se celebra los concejos abiertos de la ciudad que se celebrarán hasta 1522 cuando se obtiene una Bula Papal por Adriano VI y dejará de ser un templo parroquial para convertirse en la Iglesia del convento de clarisas que se fundó en tiempos del obispo D. Fadrique de Portugal, cuyo escudo preside desde entonces su fachada. El convento fue destruido en la guerra civil, durante un bombardeo que dejó en ruinas la propia Iglesia que desde entonces permaneció cerrada hasta que en el año 2007 comenzará su reconstrucción.
En el año 2017 comienzan las excavaciones arqueológicas de la Iglesia de Santiago en las cuales se encontraron el esqueleto de 1,90 metros de D. Francisco de Villanuño, servidor del Cardenal Mendoza y hermano de las fundadoras del convento de las Clarisas. Sus restos fueron trasladados a la iglesia de Nuestra Señora de los Huertos junto al nuevo convento de las Clarisas en la Alameda.
Durante estas excavaciones también fueron encontrados distintos restos del interior del torreón del siglo XI como restos del solado interior con ladrillos de arcilla, muro de piedra base adosado a tapial opus spicatum, junto a acceso al interior en el torreón oeste, una rampa de acceso al interior de la ciudad y un muro de tapial sobre un muro de piedra compuesto de aparejo en espiga, sobre isodomo y base ciclópea.
En el año 2019 se descubre una Hornacina tapada tras unas piedras en el siglo XV, actualmente restaurada.
En la actualidad la Iglesia de Santiago ha visto restaurar su fachada y cubrirse de nuevo su nave, en un proceso ya imparable de recuperación de uno de los monumentos más singulares del patrimonio medieval seguntino. Un monumento que espera, tras la firma del convenio entre el Cabildo y el Ayuntamiento de Sigüenza, y la creación de la Asociación de Amigos de la Iglesia de Santiago, poder convertirse, cuando se concluyan sus obras de restauración, en un centro de interpretación del románico de la provincia de Guadalajara.

## Arquitectura
Si se hace un análisis puntual de su ambiente arquitectónico, la iglesia consta de una sola nave rectangular, dividida en seis tramos, destaca su portada de estilo románico abocinada con arquivoltas de diferente trazado, la cual es semejante a la Iglesia de San Vicente, aunque algo más trabajada. Sobre la puerta se encuentra un medallón renacentista con el busto del apóstol Santiago; sobre el bloque de la portada aparece el escudo de armas del obispo Don Fadrique de Portugal. Por último, un campanil termina la fachada. El ábside cuadrado se orienta hacia la salida del sol, como una torre más de la muralla, luciendo una ventana románica.

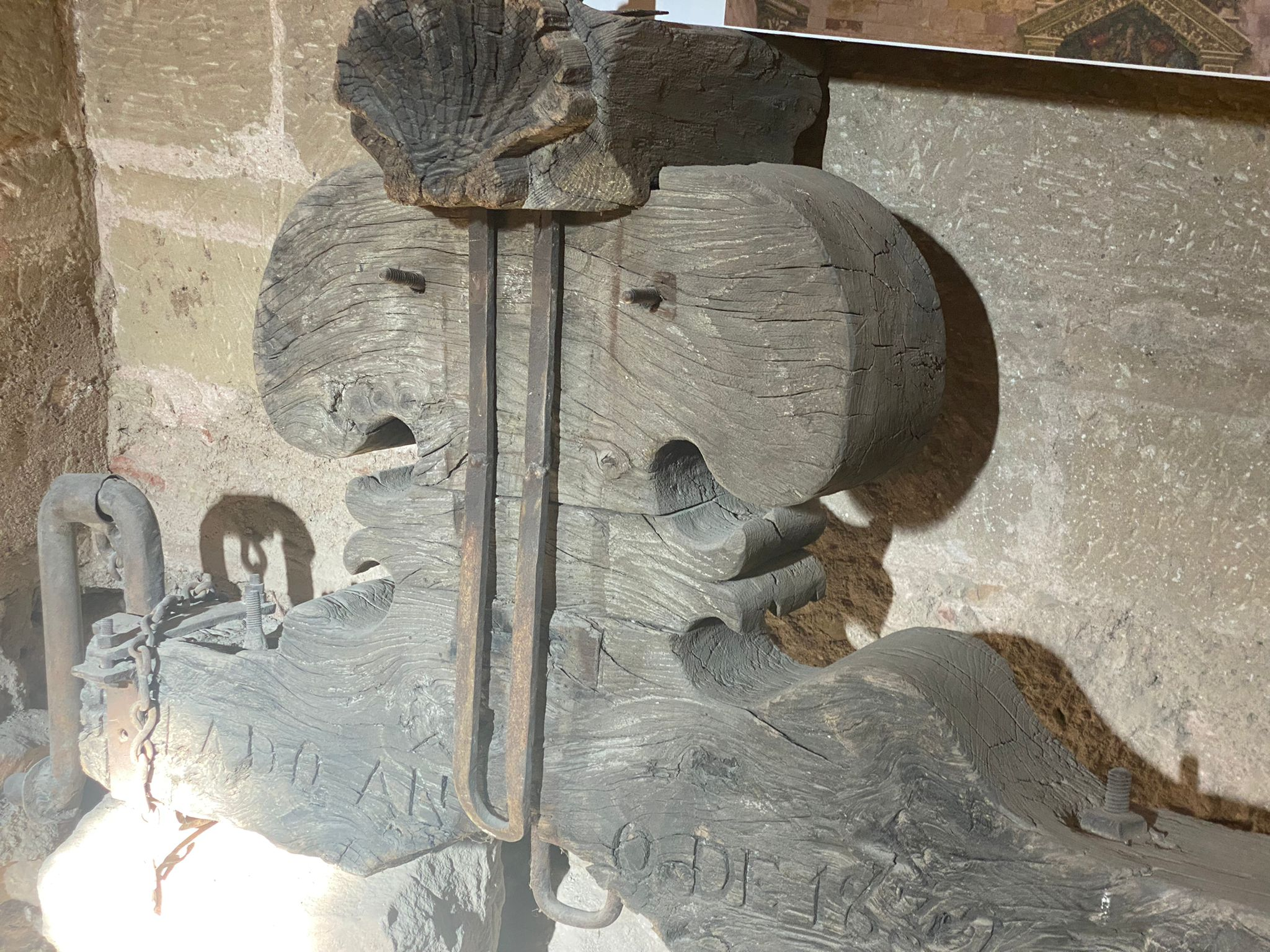
Yugo-Iglesia Santiago Sigüenza

### Interior de la Iglesia
En el interior destaca el presbiterio del siglo XII que se conecta a la nave por un arco apuntado con sus correspondientes dobles columnas. El presbiterio es del siglo XII y consta de una bóveda de crucería en piedra y clave policromada, ventanas románicas, suelo de piedra del siglo XII tapado por suelo cerámico y descubierto en las excavaciones del año 2017, un banco de piedra corrido, la subida a la torre de campanario y un Yugo o Melena de campana el cual tiene tallado la concha de Santiago. Bajo este se encuentra una cripta con bóveda de cañón apuntado a la cual no se tiene acceso desde la propia iglesia.
Uno de los elementos más preciados de esta iglesia fue el retablo que fue incendiado tras la guerra civil, una vez retirado se encuentra una gran pintura en el presbiterio de la iglesia perteneciente al siglo XV, es decir, antes de que las clarisas se asentaran en la iglesia. En la pintura se puede apreciar tras su restauración a pesar de estar deteriorada la figura de cuatro ángeles.

## Galería de imágenes

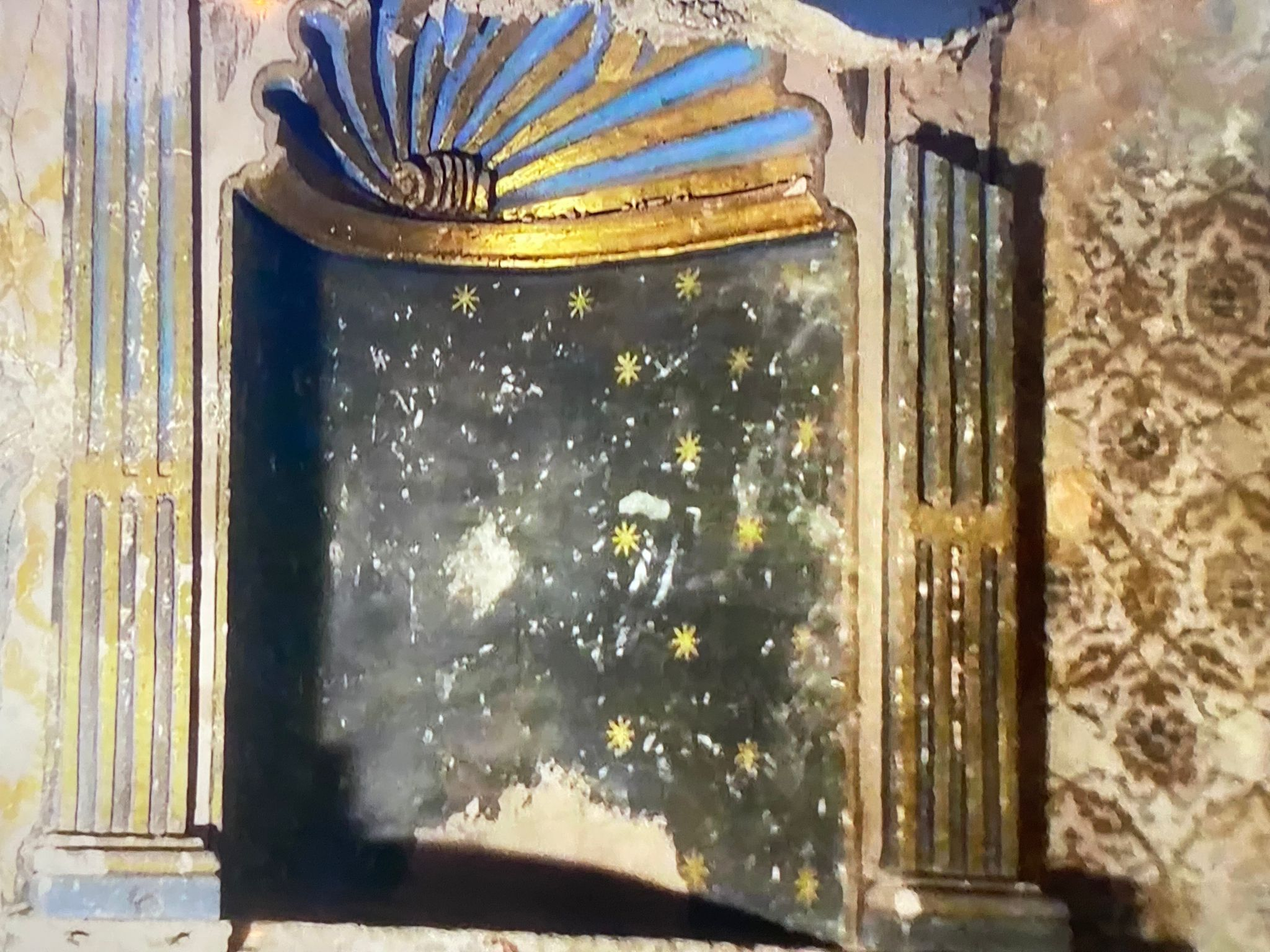
Hornacina antes de su restauración-Iglesia Santiago Sigüenza
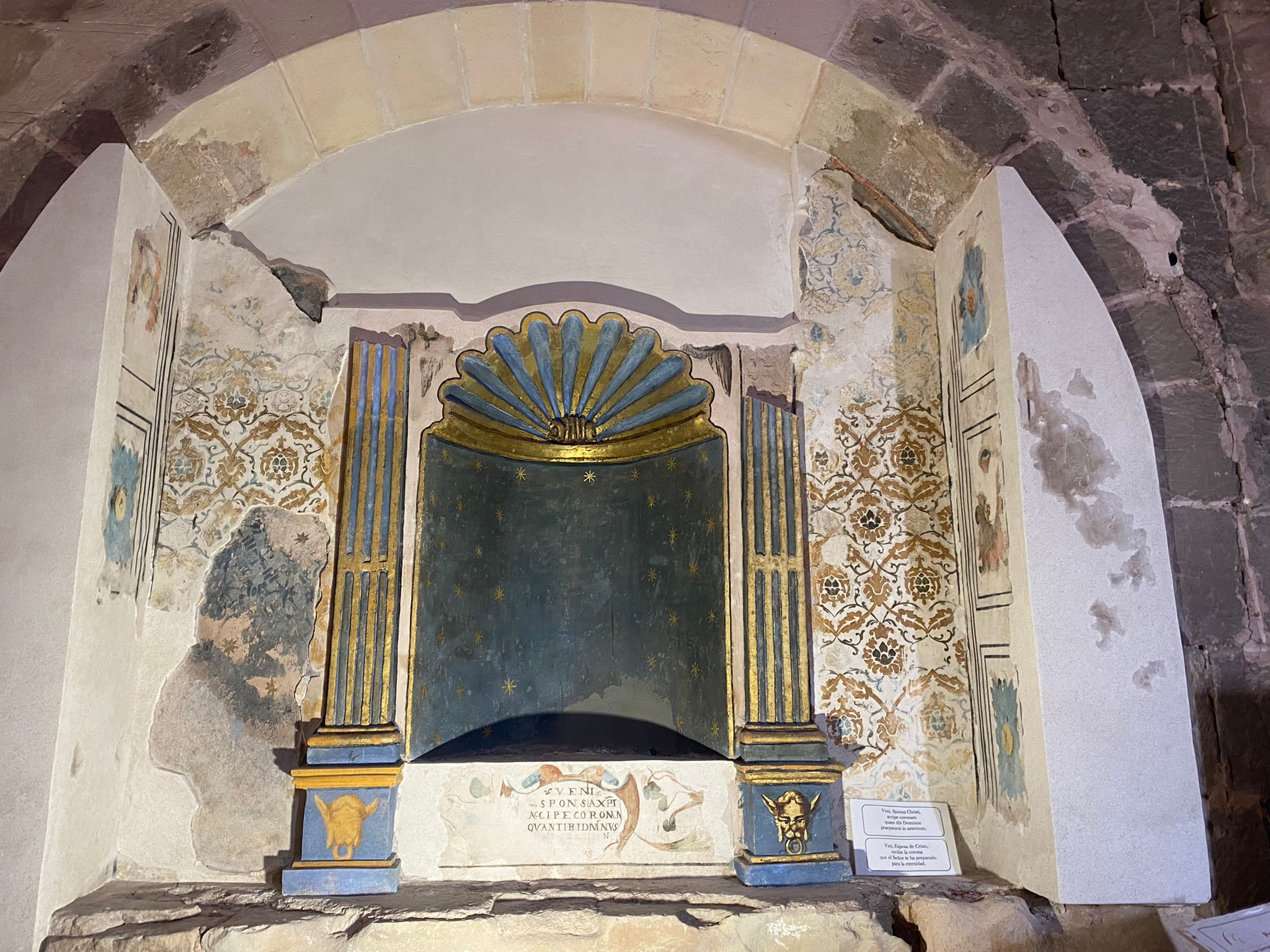
Hornacina tras su restauración-Iglesia de Santiago Sigüenza